# Red Jacket (Wirginia Zachodnia)
Red Jacket – jednostka osadnicza w Stanach Zjednoczonych, w stanie Wirginia Zachodnia, w hrabstwie Mingo.